# Koninklijke Brill
Брилл (нидерл. Brill, стилизуется маюскулом как BRILL, также E.J. Brill и Brill Academic Publishers) — нидерландское международное научное издательство со штаб-квартирой в Лейдене. Имеет офисы в Лейдене, Бостоне (США), Сингапуре и Падерборне (Германия). Печатает 275 научных журналов и около 1200 новых книг каждый год и предоставляет в интернете и на микроформах материалы для исследований в области гуманитарных и социальных наук. Основанное в 1683 году под названием Люхтманс (нидерл. Luchtmans), оно является старейшим независимым (не университетским) научным издательством мира и одним из старейших и престижных издательств в принципе. Официальное почётное наименование — «Koninklijke Brill» (с нидерл. — «Королевский Брилл»)
Девиз фирмы — Tuta sub aegide Pallas (дословно — «Безопасность за щитом Паллады»), символ — статуя древнегреческой богини мудрости, стоящая перед зданием.
В издательстве Brill вышла и продолжает выходить одна из самых авторитетных и фундаментальных энциклопедий мира — «Энциклопедия ислама».

## История

### Основание
В XVI веке в маленьком нидерландском городке Лейдене, расположенном примерно в получасе езды от Амстердама, открылся крупный университет, который стал одним из центров по изучению арабского мира в Европе. Сюда стекались философы, лингвисты и теологи со всех концов Нидерландов и Западной Европы. По мнению английского историка Алистера Гамильтона, эти учёные «произвели революцию в изучении арабского языка и собрали одну из лучших библиотек текстов в истории Европы». После избавления от испанской власти город стал «раем научных инноваций, религиозной терпимости и рационального мышления». В отличие от большинства европейцев, для которых стимулом изучения арабского языка была торговля (через страны арабского мира проходили многие торговые пути), в Лейдене он воспринимался как «окно в мир многовековой мудрости».

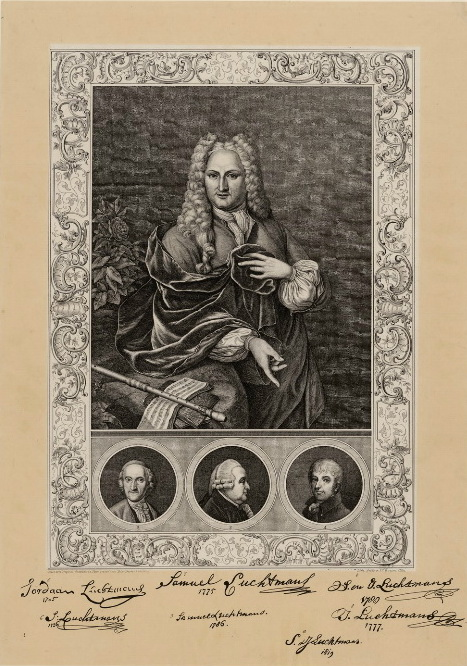
Йордан Люхтманс

Центр изучения находился в двух местах города — Лейденском университете и в книготорговой и издательской компании Люхтманс, старейшей в стране и одной из старейших во всей Европе. Само издательство датирует основание 16 мая 1683 года — именно тогда нидердандский книготорговец Йордан Люхтманс зарегистрировался в гильдии продавцов книг в городе перед тем, как в 1697 году открыл свой первый книжный магазин в доме № 69B в Рапенбурге. Примерно через 150 лет этот магазин, выросший до издательского бюро, получил название E.J. Brill. Он располагался рядом со «Зданием академии» (нидерл. Academiegebouw), главным зданием университета, которое получило название «царство Паллады» в честь древнегреческой богини мудрости Афины Паллады, чьей статуей, объединённой в одну скульптуру с Гермесом, Люхтманс украсил здание своего магазина, и которая стоит там до сих пор. Его жена Сара ван Мюсхенбрук принадлежала к известной семье книгопечатников и интеллектуалов. Одним из её предков был Христофор Плантен, печатник Лейденского университета, полиглот и издатель одной из первых многоязычных Библий.
Йордан основал фирму на пике интереса к арабскому миру и сумел воспользоваться им. Он начал публиковать в своём издательстве работы, которые ранее не выходили на западных языках, но первый научный текст опубликовал лишь в 1732 году — это было издание биографии Айюбидского султана Египта Салах ад-Дина, написанной Ибн Шаддадом в XIII веке. Последующие 75 лет наследники Люхтманса продолжали искать, переводить и публиковать книги по истории, языкознанию и литературе Ближнего Востока и Азии. Данное издательство в то время официально публиковало и исследования профессоров Лейденского университета в новых, на тот момент, областях знаний — египтологии, ассириологии, индологии, китаистике, иранистике и арабистике.

### Приход Эверта Брилла

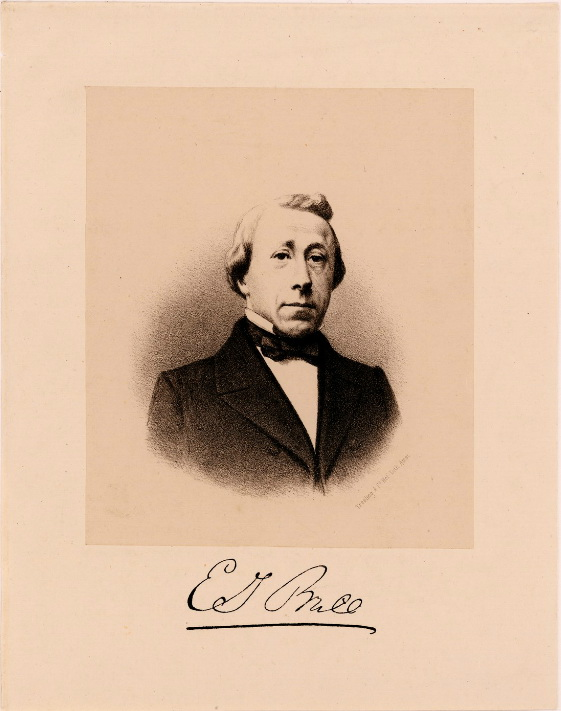
Эверт Ян Брилл

В 1841 году последний потомок основателя фирмы профессор Йоханнес Нийенхейс, ушёл на пенсию, где занялся собственными академическими исследованиями. Семья и партнёры учёного продали издательство Эверту Яну Бриллу. Его семья работала здесь с 1802 года, в связи с чем он хорошо понимал принципы работы компании. Эверт также сам занимался арабо-востоковедческими исследованиями. Переименовав компанию в E.J. Brill, он начал приглашать ведущих авторов того времени, таких как Рейнхарт Дози, который тогда был одним из самых известных исламоведов и ориенталистов своего времени, издать свои работы. Его книга, «Histoire des Musulmans d’Espagne» (с фр. — «История мусульман в Испании»), опубликованная E.J. Brill, считается одним из самых авторитетных источников по истории аль-Андалуса. Помимо этого при Брилле издательство начало публиковать переводы не только с арабского, но и со многих других языков, таких как иврит, греческий, персидский, турецкий османский, санскрит и даже татарский. С 1866 по 1869 год в издательстве выходили многотомные «Études égyptologiques» (с фр. — «Египтологические этюды») Виллема Плейте, нидерландского египтолога, члена Лейденского национального музея древностей и совета директоров E.J. Brill. Помимо египетских иероглифов, в этих исследованиях был представлен иератический шрифт, который тысячелетия назад использовали в своём письме жрецы древнего Египта. По мнению журналиста и автора статьи об истории издательства в Aramco World Тома Верде, это сделало E.J. Brill наиболее авторитетным в мире издателем произведений на восточных языках, равно как и исследований, посвящённых этим языкам.

### После смерти Брилла
Брилл скончался в 1871 году на 61 году жизни. Его преемники продолжали публиковать исследования в области востоковедения и заключать контракты с самыми авторитетными учёными своего времени. Между 1879 и 1901 годами в издательстве вышел 16-томный труд исламского историка ат-Табари об истории Ближнего Востока VI—IX века — «История пророков и царей». Над его изучением трудились 14 арабистов из 6 стран под руководством ученика Дози, лейденского профессора Михаэла Яна Де Гуе. В E.J. Brill трудился и другой «звёздный ученик» Дози, Христиан Снук-Хюргронье, который принял ислам и провёл год в Мекке, написав там двухтомное историко-этнографическое исследование города. Вместе с некоторыми самыми ранними фотографиями святых городов ислама этот труд предоставил европейским исследователям много новой для них информации, в особенности о хадже и паломничестве из бывших владений Нидерландской колониальной империи на территории современных Индонезии и Малайзии.

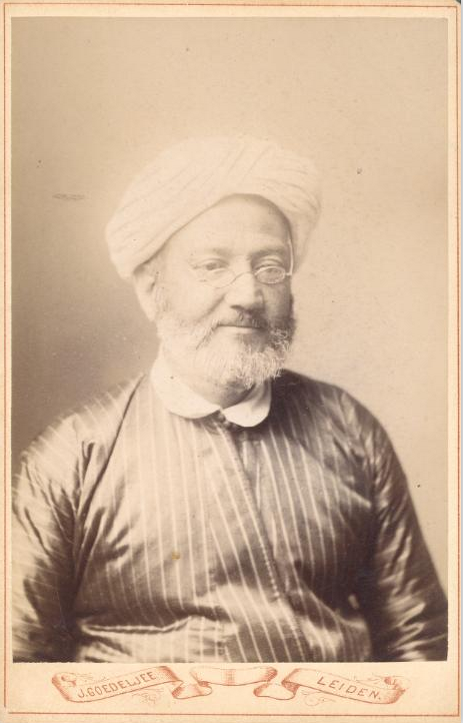
Амин бин Хасан аль-Мамдани

В 1883 году в Лейден приехал Амин ибн Хасан аль-Мадани, крупный исламский торговец, который хотел продать множество своих рукописей. Их приняли у него в E.J. Brill, ибо, как пишет Том Верде, «на тот момент все в городе знали, кто может приобрести подобный товар». В том же году издательство «переросло» свой небольшой книжный магазин и перестроило бывший приют, открыв свой второй офис. Сейчас это здание является жилым комплексом, однако остатки вывески издательства всё ещё видны на стенах. На рубеже веков компания перестала быть связанной с университетом, а стала независимым издательством, которое переживало стремительный рост количества выпускаемой продукции. В первые десятилетия XX века E.J. Brill опубликовало около 450 новых книг — в три раза больше, чем за всю жизнь Эверта. Как пишет Ситце ван дер Вин в своей истории компании, «учёные востоковеды со всего мира тогда знали дорогу к Ауде-Рейн, где располагался бывший приют, и были знакомы с названием E.J. Brill». Именно тогда издательство начало выпускать свой «магнум опус» — «Энциклопедию ислама» (англ. Encyclopaedia of Islam), новые издания которой выходят и в XXI веке сразу на трёх языках — немецком, французском и английском.

### Энциклопедия ислама

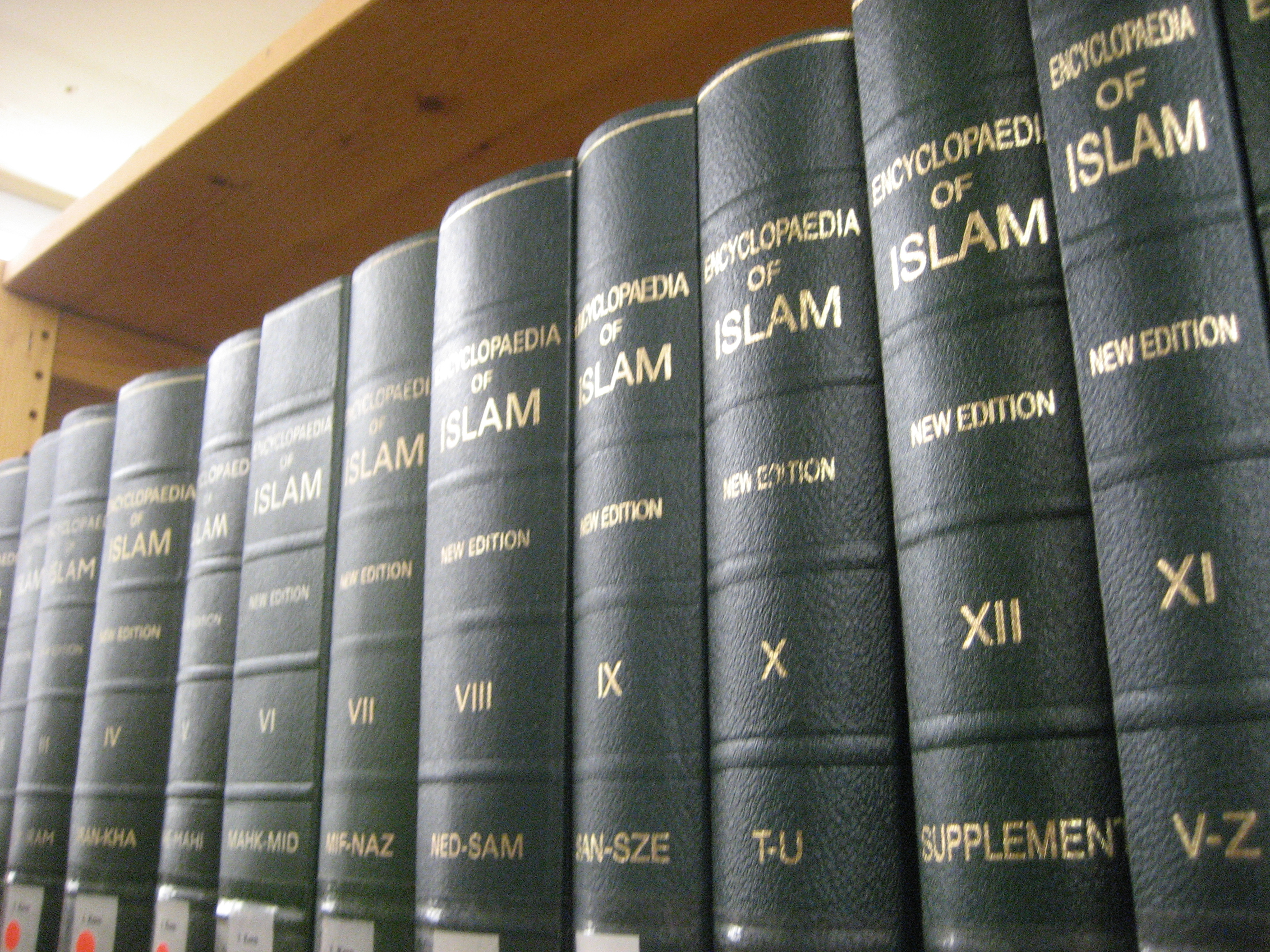
Энциклопедия ислама

Крупнейший академический проект энциклопедии, над которым трудились бы несколько поколений, предложил шотландский ориенталист и редактор Британники Уильям Робертсон-Смит. Этот проект в его задумке был направлен на создание справочной работы, которая «содержала бы все доступные знания о языках и культурах исламского мира». Её планировалось создать по образу и подобию многотомной «энциклопедии античного мира», что публиковалась тогда в Германии, причём с особым акцентом на филологические и гуманитарные темы, такие как право, политика, литература и история, а работать над ней должны были лучшие учёные поколения.
Главным редактором всего проекта в издательстве назначили Мартина Теодора Хаутсму — утрехтского профессора и одного из наиболее авторитетных и влиятельных востоковедов мира. Свою должность он получил в 1899 году, и лишь 9 лет спустя учёные, что работали над энциклопедией, закончили с буквой A. Первый том появился на прилавках в 1913 году. Первая мировая война пришла в Нидерланды и закончилась, а издание энциклопедии не останавливалось ни на день, и к 1936 году было закончено полное 4-х томное произведение сразу на трёх языках — немецком, английском и французском, главных научных языках мира. Оно включило в себя 5042 страницы. В энциклопедию вошло более девяти тысяч статей максимально разного объёма — от 50 до 50 тысяч слов. Как писал Том Верде в своей статье 2015 года, многие из этих статей приносят пользу учёным и по сей день.
Энциклопедия была общепризнанно монументальной и новаторской, однако, по мнению востоковеда Стивена Хамфриса, она представляет собой «специфически европейскую интерпретацию исламской цивилизации», в которой «поставленные вопросы сильно отличаются от тех, что задают себе исламские учёные».
По окончании Второй мировой войны, редакторы E. J. Brill начали планировать второе издание энциклопедии. Многие статьи остались прежними или были изменены лишь незначительно, однако редакционная группа ныне включала в себя мусульман из Египта и Турции. При этом редакторы были довольно оптимистичны насчёт сроков, предполагая, что второе издание будет закончено за 10 лет. В реальности работа продлилась более полувека. Первые 4 тома публиковались в промежутке с 1960 по 1978 год. Стивен Хамфрис в своей рецензии отметил, что между этими двумя изданиями видна большая разница в тоне. За это время наука и её методы, а также образ мышления и идентичность в целом сильно изменились. Закончилась колониальная эпоха. Лишь в 2006 году на прилавках появился последний, 14-й том сильно расширенного издания. Началась разработка третьего.
По словам востоковеда и автора статьей из третьего издания Морица ван ден Бугерта, публикация третьего издания энциклопедии, на данный момент продолжающегося, займёт не менее 15 лет. Как заявил профессор, в ходе его создания применяется больше академических подходов и оно «представляет более широкий взгляд на мусульман во всё мире». Если первое издание представило европейский взгляд на ислам, а второе прибавило арабский, то третье не ограничивается этими точками зрения. В редакторский состав энциклопедии входят иранцы, тюрки и многие другие специалисты неевропейского происхождения.

## Современное состояние
На 2025 год Koninklijke Brill — одно из наиболее престижных и авторитетных научных издательств мира «высшего класса», которое занимается публикацией книг и часто уникальных научных исследований по многим областям знаний, а также сотрудничает с наиболее авторитетными специалистами в своих областях и имеет фундаментальные академические проекты. Сейчас при входе в штаб-квартиру компании красуется красочный узор из букв и знаков препинания, большинство из которых знакомо немногим учёным планеты.

### Область исследований
Brill публикует рецензируемые книги, энциклопедии, справочные работы, учебники, научные исследования, микроформы и научные журналы по следующим гуманитарным и социальным дисциплинам:
- Африканистика;
- Американистика;
- История Ближнего Востока;
- Египтология
- История искусства;
- Азиатские исследования;
- Библеистика и исследования раннего христианства;
- История книгопечатания и картография;
- Образовательная литература;
- История;
- Иудаика;
- Лингвистика и языкознание;
- Литературоведение и культурология;
- Исследования СМИ;
- Исламоведение;
- Философия;
- Религиоведение;
- Славяноведение и евразийстика;
- Социальные науки;
- Богословие и христианство в мире;
- Международное право;
- Международные отношения;
- Биология.

### Импринты
На 2025 год у Brill существует 9 импринтов:
- Brill | Sense — образован в 2017 году совместно с нидерландским издательством Sense Publishers. Штаб-квартира — в Роттердаме. Публикует в основном образовательную литературу;
- Brill | Schöningh — германоязычный импринт в Падеборне, специализируется на книгах по католической теологии, истории, педагогике, лингвистике и литературоведению. Ранее независимое издательство Verlag Ferdinand Schöningh, основной специализацией которого была новейшая история;
- Wilhelm Fink, в прошлом часть немецкого конгломерата Deutsche Verlags-Anstalt[нем.]. Специализируется на книгах по философии, искусствоведению и культуроведению;
- Mentis — основанный в 1998 году импринт, который специализируется на исследованиях в области логики и различных областей философии;
- Vandenhoeck & Ruprecht — основанное в 1735 году немецкое научное издательство, выкупленное Koninklijke Brill в марте 2021 года и специализирующееся на публикации исследований в области социальных наук;
- Brill | Rodopi. Rodopi — основанная в 1966 году в Амстердаме нидерландская научная издательская компания, поглощённая Koninklijke Brill 1 января 2014 года. Специализируется на публикации исследований по современной истории, философии и различных областям социальных наук и искусствоведения;
- Brill | Hes & De Graaf — основанный 31 декабря 2013 года импринт, специализирующийся на географии, картографии и соседних областях знаний;
- Hotei Publishing — основанная в 1990 и ставшая частью Brill в мае 2006 года компания, специализирующаяся на японоведении и различных научных исследованиях, связанных с Японией и островами Рюкю;
- Brill | Nijhof. Martinus Nijhoff Publishers основал в 1853 году в Нидерландах Мартинус Нейхоф[нидерл.], дед известного писателя того же имени[15]. Ранее MNP занималась публикацией литературы по различным областям гуманитарного знания, однако прославилось именно как издательство литературы по международному праву. В 1970 годах его выкупила международная информационная группа со штаб-квартирой в Нидерландах Wolters Kluwer[нидерл.][16]. В 2003 году выкуплено Brill и в 2013 превращено в Brill | Nijhof. Ныне специализируется на работах по международному праву, гуманитарному праву, международным отношениям и исследованиях в области прав человека[14].

### Прочие энциклопедии
Помимо наиболее известной в мире «Энциклопедии ислама» Брилл издавало и ряд других известных работ. Среди них «Энциклопедия Корана», «Исламика» и прочие, всего 72, а также один из томов «Ираники».

### Аффилированные источники
- Brill Annual Report / Remco Mulckhuyse, Gwen Stok. — Leiden: Koninklijke Brill, 2021. — 146 p.
- van der Veen Sytze. Brill, 325 Years of Scholarly Publishing. — Leiden: Brill, 2008. — 180 p. — ISBN 978-9-004-17032-2.
- Vrolijk Arnoud; van Leeuwen Richard. Arabic in Context : Celebrating 400 years of Arabic at Leiden University / ed. by Ahmad Al-Jallad. — Leiden: Koninklijke Brill, 2017. — 528 p. — ISBN 978-9-004-34304-7.

### Вторичные источники
- Humphreys R. Stephen. Chapter One. Reference Works // Islamic History : A Framework for Inquiry. — Revised ed. — Princeton, N. J.: Princeton University Press, 1991. — 401 p. — ISBN 978-0-691-00856-1.
- Verde Tom. Brill’s Bridge to Arabic (англ.) // Aramco World[англ.]. — Huston: Aramco Services Company, 2015. — May/June (no. 66). — ISSN 2376-1075.